# Witold Jełowicki
Witold Bożeniec Jełowicki herbu własnego (ur. 1874, zm. 2 maja 1927 w Ożeninie) – polski prawnik, adwokat, sędzia.
Urodził się w 1874 jako syn Gracjana (1840-1916) i Eweliny z domu Sulatyckiej herbu Sas (1853-1892).
Ukończył studia prawa na Uniwersytet Kijowskim. Jego rozprawa konkursowa dotycząca eksterytorialności została odznaczona srebrnym medalem przez władze uczelni. Kontynuował kształcenie prawnicze zagranicą, po czym odbył praktykę aplikancką. Został zatrudniony w Ministerstwie Sprawiedliwości Imperium Rosyjskiego w Petersburgu, gdzie pracował przy ustawodawstwie. Później przeszedł do adwokatury w tym mieście.
W 1918 był członkiem Związku Czynnej Polityki Narodowej, jednego z trzech ugrupowań Polaków na Ukrainie. Po odzyskaniu przez Polskę niepodległości wstąpił do służby sądowniczej II Rzeczypospolitej. Został mianowany na urząd prezesa Sądu Okręgowego w Łucku od 20 listopada 1920. Był organizatorem sądownictwa polskiego na Wołyniu.
2 maja 1922 został odznaczony Krzyżem Komandorskim Orderu Odrodzenia Polski.
Zmarł 2 maja 1927 w Ożeninie. Jego żoną była Maria Korwin-Piotrowska (1880-1903), z którą miał synów Stefana (1902-1942) i Witolda (1903-1977).